# Фейгін Ліберт Ізраїльович
Ліберт Ізраїльович Фейгін (нар. 10 травня 1925, Київ — пом. 2005) — український графік; член Спілки радянських художників України.

## Біографія
Народився 10 травня 1925 року у місті Києві (нині Україна). Упродовж 1947—1954 років навчався у Київському художньому інституті, де його викладачами були зокрема Олександр Пащенко, василь Касіян, Іларіон Плещинський, Антон Середа.
Жив у Києві в будинку на вулиці Рєпіна, № 11, квартира № 18 та в будинку на Русанівській набережній, № 8, квартира № 80. Помер у 2005 році.

## Творчість
Працював у галузі станкової графіки, переважно в техніці ліногравюри. Серед робіт:
- серія малюнків, присвячених працівникам науки і мистецтва (1961—1970);

ліногравюри
- «Дарничанка» (1964);
- «Народні месники» (1965);
- «Назустріч сонцю» (1966);
- «Кохання» (1967);
- «За кращу долю» (1967);
- «Погляд у майбутнє» (1970);
- «На захист батьківщини» (1971);

серії гравюр
- «Юні ленінці» (1957—1964);
- «Наш сучасник» (1963—1970);
- «Юність батьків» (1965—1970).

Брав участь у республіканських виставках з 1958 року, всесоюзних — з 1967 року, зарубіжних — з 1965 року.
Твори художника представлені у Національному художньому музеї України, у понад 30 музеях України та Росії, у галерейних та приватних збірках в Україні, Росії, США, Бельгії, Італії, Канаді, Німеччині, Польщі, Франції, Швейцарії, Швеції, Японії та інших країн.